# 谢夫勒维尔-托南库尔
谢夫勒维尔-托南库尔（法語：Cheffreville-Tonnencourt，法語發音：[ʃɛfʁəvil tɔnɑ̃kuʁ] ⓘ）是法国卡尔瓦多斯省的一个旧市镇，属于利雪区。谢夫勒维尔-托南库尔于1882年由原市镇谢夫勒维尔（Cheffreville）和托南库尔（Tonnencourt）合并而成。2016年，谢夫勒维尔-托南库尔与临近的21个市镇合并为新市镇利瓦罗派多日。

## 地理
谢夫勒维尔-托南库尔（49°1'54"N, 0°14'33"E）面积7.72 平方千米，位于法国诺曼底大区卡爾瓦多斯省，该省份为法国西北部沿海省份，北濒大西洋英吉利海峡，东北与滨海塞纳省以海上边界相接，东临厄尔省，南至奧恩省，西与芒什省接壤。
与谢夫勒维尔-托南库尔接壤的市镇（或旧市镇、城区）包括：费尔瓦克、勒梅尼勒日耳曼、库尔松圣母村、圣玛格丽特德洛日。
谢夫勒维尔-托南库尔的时区为UTC+01:00、UTC+02:00（夏令时）。

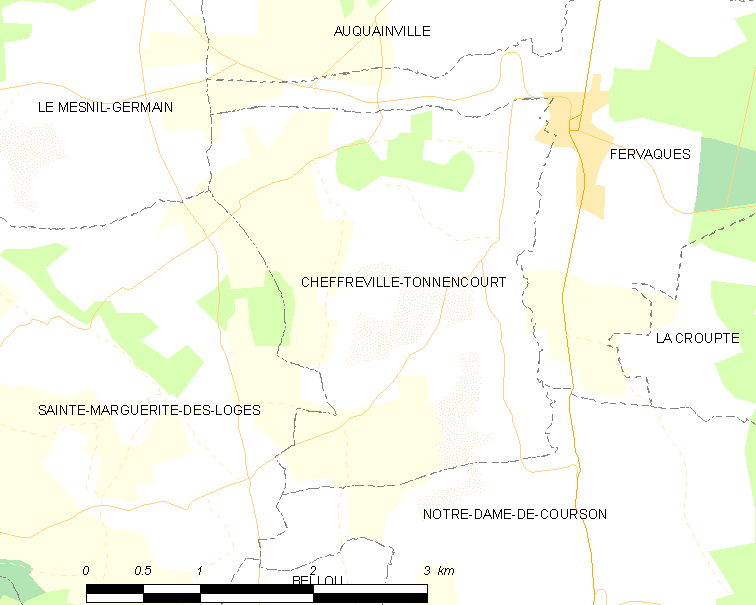
谢夫勒维尔-托南库尔的OSM定位图

## 行政
谢夫勒维尔-托南库尔的邮政编码为14140，INSEE市镇编码为14155。

## 政治
谢夫勒维尔-托南库尔所属的省级选区为利瓦罗派多日县。

## 人口

1962-2008年间谢夫勒维尔-托南库尔人口变化图示

谢夫勒维尔-托南库尔于2018年1月1日时的人口数量为294人。